# Digilistan
Digilistan är ett radioprogram i Sveriges Radio P3 som redovisar veckans mest digitalt sålda låtar till datorer, mobiltelefoner och andra mediaspelare i Sverige (så kallad "nedladdad" musik). Statistiken sammanställs av Nielsen SoundScan. Hösten 2015 hade den digitala försäljningen sjunkit så mycket att Sveriges Radio valde att slå ihop listan med den officiella Sverigetopplistan. Man fortsatte dock att presentera listan under det inarbetade namnet Digilistan varje söndag.  
Programmet sändes första gången i januari 2007 och leddes under många år av Stefan Lindeberg. Från 2015 leddes programmet av Elin Steen och till och med 2019 var Amira Bown programledare. 2020 tog Emma Percival över sändningarna, och ersattes av Elsa Engvall under 2022.
Digilistan ersatte programmet Hitlistan som i P3 sedan januari 2004 redovisade Grammofonleverantörernas förenings statistik över försäljningen av musik i Sverige oavsett distributionsform. 
Sommaren 2011 hade Digilistan uppehåll på grund av en konflikt med Itunes som förhindrat sammanställningen av en komplett topplista. Istället sändes Musikguiden på Digilistans tid. Den 28 augusti samma år började listan åter att sändas efter konflikten. 
I januari 2020 tog Digilistan uppehåll på obestämd tid på grund av misstänkt lyssningsfusk. Uppehållet varade endast en vecka.

## Årsettor på Digilistan
| År   | Låttitel                         | Artist/grupp                     |
| ---- | -------------------------------- | -------------------------------- |
| 2007 | The Worrying Kind                | The Ark                          |
| 2008 | I Kissed A Girl                  | Katy Perry                       |
| 2009 | Fairytale                        | Alexander Rybak                  |
| 2010 | Waka Waka (This Time for Africa) | Shakira feat. Freshlyground      |
| 2011 | What Are Words                   | Chris Medina                     |
| 2012 | Euphoria                         | Loreen                           |
| 2013 | Wake Me Up                       | Avicii                           |
| 2014 | Happy                            | Pharrell Williams                |
| 2015 | Lean On                          | Major Lazer feat. MØ & DJ Snake  |
| 2016 | Faded                            | Alan Walker                      |
| 2017 | Shape Of You                     | Ed Sheeran                       |
| 2018 | Without You                      | Avicii feat. Sandro Cavazza      |
| 2019 | Shallow                          | Lady Gaga och Bradley Cooper     |
| 2020 | Svag                             | Victor Leksell                   |
| 2021 | Tystnar i luren                  | Miriam Bryant och Victor Leksell |
| 2022 | Where Are You Now                | Lost Frequencies och Calum Scott |
| 2023 | Flowers                          | Miley Cyrus                      |